# Silver Lake (Minnesota)
Silver Lake è una città degli Stati Uniti d'America, situata in Minnesota, nella contea di McLeod.